# Plagiohammus brasiliensis
Plagiohammus brasiliensis là một loài bọ cánh cứng trong họ Cerambycidae.